# Tabakfabrik La Réole

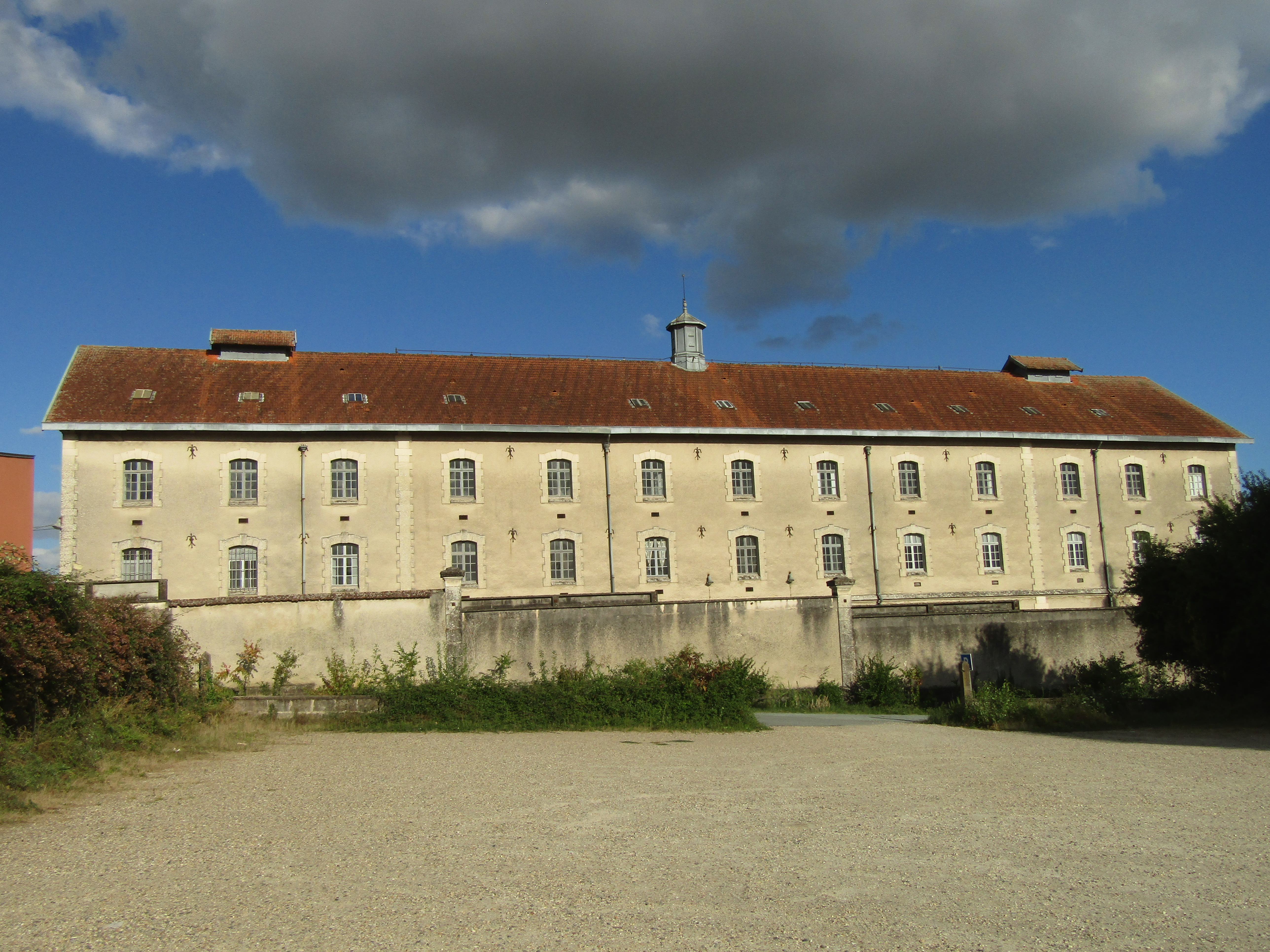
Südfassade

Die Tabakfabrik La Réole (original: Ancienne manufacture de tabac) war eine Produktionseinrichtung für Tabakwaren im südfranzösischen La Réole, Département Gironde. Die Organisation firmierte unter der Bezeichnung Centre de fermentation du tabac a La Réole, établissement dépendant du S.E.I.T.A. Das mächtige Gebäude südlich der Ausfallstraße N 127, 21 Avenue Gabriel Chaigne, in Richtung Marmande wurde von der Manufacture & Cie. bewirtschaftet. Benachbart befindet sich noch heute der Bahnhof des Ortes an der Bahnstrecke Bordeaux–Sète, zu dem es aber wegen der steil abfallenden Hanglage keine direkte Wegverbindung gab. Der Betrieb war für ein Dreivierteljahrhundert ein wichtiger Wirtschaftsfaktor für La Réole.

## Geschichte
Bevor 1907 die Tabakmanufaktur in La Réole ihren Betrieb aufnahm, konnten die Tabakpflanzer ihre Rohware nur in Langon abliefern, etwa 20 km Garonne-abwärts. Auch dort war der Betrieb nahe dem Bahnhof untergebracht, heute Standort des Feuerwehrmuseums (Cours de Verdun). Neben den weiten Wegen für viele Tabakbauern war in Langon auch die Kapazitätsgrenze überschritten; ein Filialbetrieb in La Réole bot sich an und wurde von der Kommunalverwaltung unterstützt.
Das Gebäude wurde nach einem Standardplan für staatliche Manufakturen errichtet, der sich Mitte des 19. Jahrhunderts durchgesetzt hatte. Die Produktionsfläche betrug 9.500 m2. Die geografische Lage direkt über dem Bahnhof ermöglichte es, über eine Tunnelrutsche die versandtfertige Ware effektiv dorthin zu liefern. Die Manufaktur in La Réole hatte mit den Genossenschaften in den Regionen Gironde und Lot-et-Garonne Verträge abgeschlossen, die die Abnahme von Rohware zu einem festen Preis garantierte. Damit konnte sie die Herstellung von Zigarren und Zigaretten sicherstellen. Man arbeitete damals noch mit dem Verfahren der natürlichen Fermentation, bei der die Blätter dicht gelagert und regelmäßig gewendet wurden, um Fäulnis zu vermeiden.
1950 arbeiteten hier 150 bis 200 Arbeiter und Angestellte, darunter etwa 30 Saisonkräfte.
Bis 1981 konnte der zurückgehende Tabakkonsum kompensiert werden, doch nach der Schließung stand das riesige, vierstöckige Gebäude bis 1995 leer. Die nächsten zehn Jahre waren die Räume mit Automobilen gefüllt, die museal zur Schau gestellt wurden. Das Sortiment erstreckte sich hin bis zu Militärfahrzeugen und den Schienentransport. Seit 2014 ist hier ein Coworking-Space eingerichtet.

## Bauwerk
Das Industriegelände ist zwischen der Straße und der Eisenbahnstrecke mit ca. 85 m recht beengt. An Gebäudekubatur besitzt es zwei Produktionsstätten mit zwei quadratischen Stockwerken und einem Dachgeschoss. Der Aufriss ist in 13 Achsen gegliedert. Die Fassade besteht aus Bruchstein und ist am Sockel, den Einfassungen der Öffnungen der Segmentbögen und des Frieses teilweise verputzt. Die übrige Oberfläche besteht aus Quaderstein, das Langdach und Oberlichter aus Ziegeln. Das Büro befindet sich im Hochparterre. Der symmetrische Aufbau mit viel Blendstein und Ziegelsteinverblendung als Dekor, Mittelteil mit Halbmondgiebel und Seitenteilen mit Vordach verleiht dem Anwesen eine hohe Repräsentanz. Die Terrasse besitzt durchbrochenes Geländer. Ferner existierten eine Vorarbeiterwohnung mit einem quadratischen Stockwerk und einem Dachgeschoss, ein Pförtnerhaus und Umkleideraum der Fabrik im Erdgeschoss.